# ミハイル・マッソン
ミハイル・エフゲニエヴィチ・マッソン（ロシア語: Михаил Евгеньевич Массон、英語: Mikhail Evgenievich Masson、1897年12月5日 - 1986年10月2日）は、サンクトペテルブルク出身のウズベキスタンの考古学者である。マッソンは中央アジア考古学研究所の創設者兼教授である。最終学位は博士（歴史学、考古学）。トルクメン科学アカデミーの会員でもあった。

## 経歴
1897年、ロシア帝国下のサンクトペテルブルク生まれ。父のエフゲニー・マッソンはジャコバン派の粛清を逃れてロシアに移住したフランス貴族の家系であった。生まれてからほとんどを母とともにサマルカンドで過ごす。サマルカンドの男子ギムナジウムで学ぶ。1908～1909年、ウルグ・ベクの天文台址の遺跡の調査に参加(調査を率いていたのはロシアの考古学・東洋学者であるワシリー・ビャートキン)。 1916年、男子ギムナジウムを金メダルを得て卒業。灌漑農業者を目指すため、ペトログラード技術研究所に入学する。しかし兵役により入隊し、第一次世界大戦南西戦線での戦いに従事。
戦後、1918年にサマルカンドに戻る。彼はサマルカンドにある歴史的な建造物を保護し、保存することに関心を抱くようになり、その後すぐにサマルカンド州立博物館の館長に就任する。彼は考古学調査の指揮を執りはじめ、アフラシヤブから発掘されたサーマーニーの宮殿の備品を含む様々な考古学的に価値のある物を博物館の蒐集物に加えていった。
1924年、タシュケントへと向かい、中央アジア博物館考古学部の部長に就任した。彼はさらにトルキスタン東洋学研究所で教育を受け、1929年から1936年まで地質学委員会にて鉱業の歴史について研究した。

## 研究内容・業績
数多くの発掘調査を指揮した。
- 1936年～1938年：テルメズ考古学調査を含む考古学調査を行った。行った調査の中には大フェルガナ運河建設の際の考古学調査（1936年）がある。
- 1946年～1968年：STACE（南トルキスタン複合考古学調査）。
- 1963年～：KAE（タシュケント考古学調査）。

## 家族・親族
- 妻：最初の妻のクセニヤ・イワノヴナ・マッソンは自殺により死別。
- 妻：二人目の妻のガリーナ・プガチェンコワ(Galina Pugachenkova)(1915～2007)は、中央アジアの美術史研究者。
- 息子：最初の妻との間の息子のワディム・マッソン(1929～2010)も考古学者として有名。